# Эвальд, Георг
Георг Э́вальд (нем. Georg Ewald; 30 октября 1926, Буххольц — 14 сентября 1973, под Готой, округ Эрфурт) — немецкий политик, член (СЕПГ). Министр сельского и лесного хозяйства и продовольствия ГДР.

## Биография
Георг Эвальд учился в сельскохозяйственной школе и работал на родительской ферме, в 1943 году был призван на службу в вермахт. В 1946—1949 годах Эвальд работал в сельском хозяйстве и в 1946 году вступил в ССНМ и СЕПГ. В 1949—1950 годах занимал должность бургомистра родного города, в 1950—1953 годах являлся советником по вопросам сельского хозяйства и депутатом крейстага Штральзунда, входил в состав районного партийного комитета. В 1954—1955 годах Эвальд обучался в высшей партийной школе и затем работал на должности первого секретаря в райкомах СЕПГ в Бад-Доберане и на Рюгене. В 1960—1963 годах Эвальд являлся первым секретарём окружного комитета СЕПГ в Нойбранденбурге и депутатом окружного собрания. Эвальд входил в состав ЦК СЕПГ, являлся кандидатом в члены Политбюро ЦК СЕПГ и членом Президиума Совета министров ГДР. Являлся председателем Сельскохозяйственного совета ГДР и Совета сельскохозяйственного производства и продовольствия при Совете министров. В 1971—1973 годах занимал должность министра сельского и лесного хозяйства и продовольствия ГДР. В 1963—1973 годах являлся депутатом Народной палаты ГДР.
14 сентября 1973 года Эвальд погиб в дорожно-транспортном происшествии под Готой. Похоронен в Мемориале социалистов на Центральном кладбище Фридрихсфельде в берлинском Лихтенберге.